# Benny de Weille
Benny de Weille (* 6. März 1915 in Lübeck; † 17. Dezember 1977 auf Sylt) war ein deutscher Swingklarinettist, Komponist, Arrangeur, Bandleader und Musikproduzent.

## Leben
De Weilles musikalisches Vorbild war Benny Goodman. In den frühen Jahren seiner Karriere spielte er in niederländischen Orchestern. Er zog nach seinem Studium, das er unter anderem in den Niederlanden absolvierte, im Jahr 1938 nach Berlin, wo er zunächst als Swing-Musiker bei Teddy Stauffer und seinen Original Teddies arbeitete. Noch in den 1930er Jahren brachte er mit seinem Bar-Trio swingende Unterhaltungsmusik zu Gehör. So nahm er unter anderem 1938, kurz nach dem Erscheinen von Ella Fitzgeralds Welterfolg „A Tisket – A Tasket“, dieses Stück als Instrumentalversion in sein Repertoire auf. Ab 1940 spielte er mit verschiedenen Big Bands Schallplatten ein, u. a. mit Heinz Burzynski. Im Jahr 1942 brachte er mit „Mein Herz geht auf“ eine Eigenkomposition heraus zu der Ralph Maria Siegel den Text geliefert hatte. Bei Odeon veröffentlichte er 1943 eine elegant swingende Instrumentalversion der Ernst-Erich-Buder-Filmkomposition Heut macht die ganze Welt Musik für mich. Er arbeitete auch mit Freddie Brocksieper zusammen. In der Big Band Charlie and His Orchestra, einer Propaganda-Band der NS-Zeit, spielte er Klarinette. Der Big Band gehörten neben Brocksieper und de Weille auch Willy Berking und Helmut Zacharias an. 1944 komponierte er das Seemannslied Hau ruck, Hau ruck, min Seemann. De Weille stand 1944 in der Gottbegnadeten-Liste des Reichsministeriums für Volksaufklärung und Propaganda.
Nach dem Ende des Zweiten Weltkriegs arbeitete er in Frankfurt mit wechselnden Musikern für den Hessischen Rundfunk. Dann ging er zum NWDR, um schließlich bei Polydor Produktionsleiter zu werden. In dieser Funktion begleitete er mit einem Studioorchester Vokalisten wie Friedel Hensch, Dorle Rath und Renée Franke. 1951 nahm er mit Lale Andersen und seinem Tanzorchester das Walzerlied Wenn du kein Mädel weißt auf. Die Platte Benny de Weille und sein Tanzorchester enthält als CD Klassiker der 1940er und 1950er Jahre mit Titeln wie Ich hab’ eine Schwäche für blonde Frau’n (1940) Mitternacht am Kongo (1948) und Leb wohl, kleine Rosemarie (1944) mit Künstlern wie Friedel Hensch, Margot Hielscher und Heinz Erhardt, der zusammen mit Renée Franke Baby es regnet doch (1950) von Frank Loesser sang. Auch seine Schellack-Platten mit Titeln wie O Donna Juanita und O, la la (B-Seite), Gesang Dorle Rath und Heinz Woezel, werden noch gehandelt, ebenso die bei Polydor veröffentlichte Platte Benny de Weille und seine Solisten mit den Titeln Schade, Gestern warst Du süß, Wie Schokolade, Mama, ist das ein Fehler mit dem Gesang von Ruth Bruck. Er komponierte den Tango Laß uns träumen am Lago Maggiore, langsame Walzer wie Holdrioh, liebes Echo, So long (Das Lied vom alten Joe) und arrangierte Franz-Grothe-Titel wie Ich hab’ so einen Animus.
1951 spielte er sich selbst als Bandleader in dem Film Kommen Sie am Ersten; in Unter den Tausend Laternen von 1952 gab er einen Orchesterleiter. Benny de Weille schrieb auch Filmmusik, so für den 1953 erschienenen Film Straßenserenade und den 1955 veröffentlichten Film Musik, Musik und nur Musik.
Aus der Ehe mit einer Niederländerin hatte er die 1938 geborene Tochter Kamille Lilly van Heel. Mit der italienisch-deutschen Sängerin und Schauspielerin Nana Gualdi (1932–2007) hatte er den Sohn Bernard (* 1958).

## Filmografie
- 1952: Die Stimme des Anderen
- 1953: Straßenserenade
- 1955: Musik, Musik und nur Musik

## Lexikalische Einträge
- Jürgen Wölfer: Jazz in Deutschland. Das Lexikon. Alle Musiker und Plattenfirmen von 1920 bis heute. Hannibal, Höfen 2008, ISBN 978-3-85445-274-4.